# Arenga hookeriana
Arenga hookeriana là loài thực vật có hoa thuộc họ Arecaceae. Loài này được (Becc.) Whitmore mô tả khoa học đầu tiên năm 1970.

## Hình ảnh

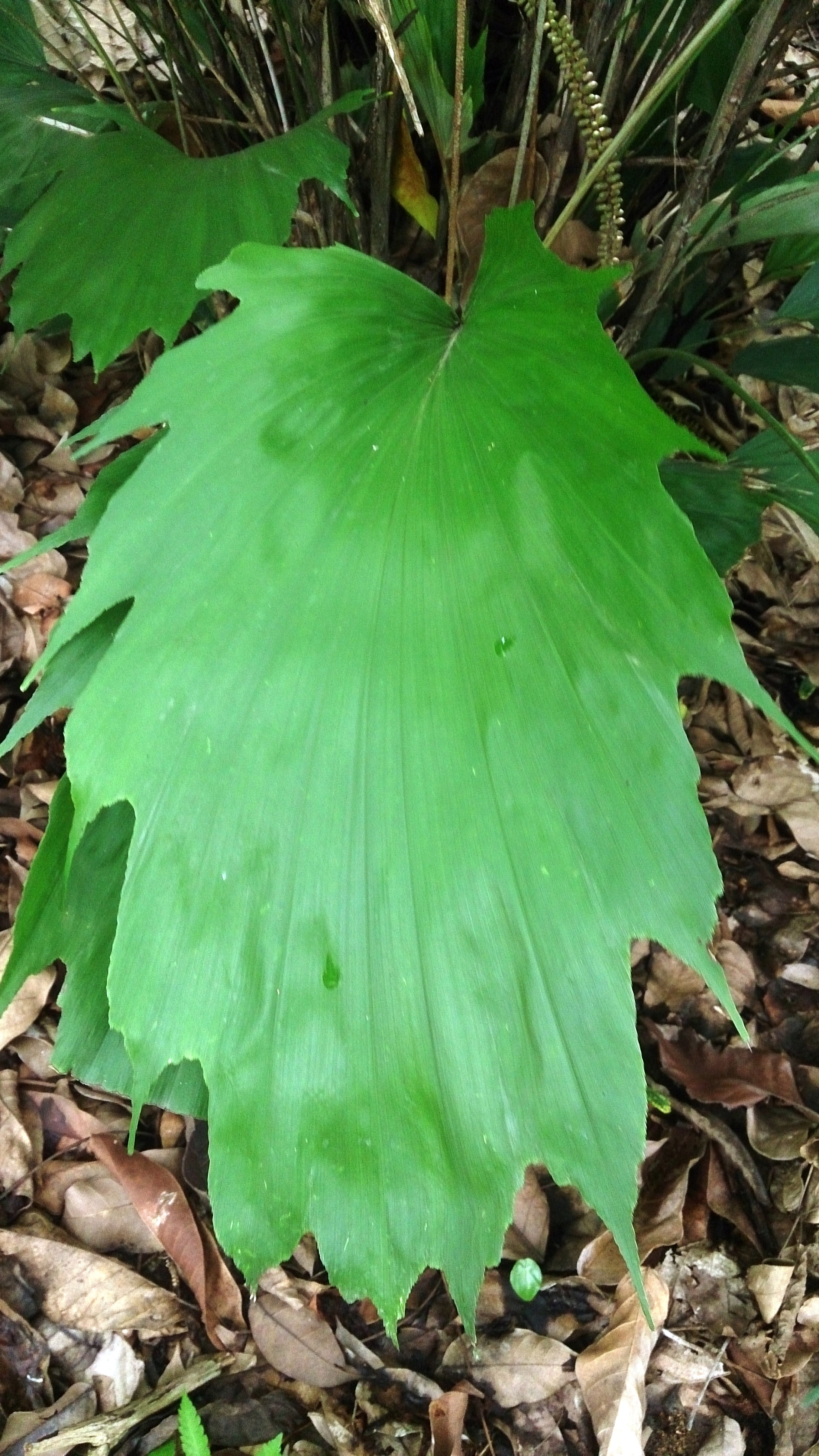
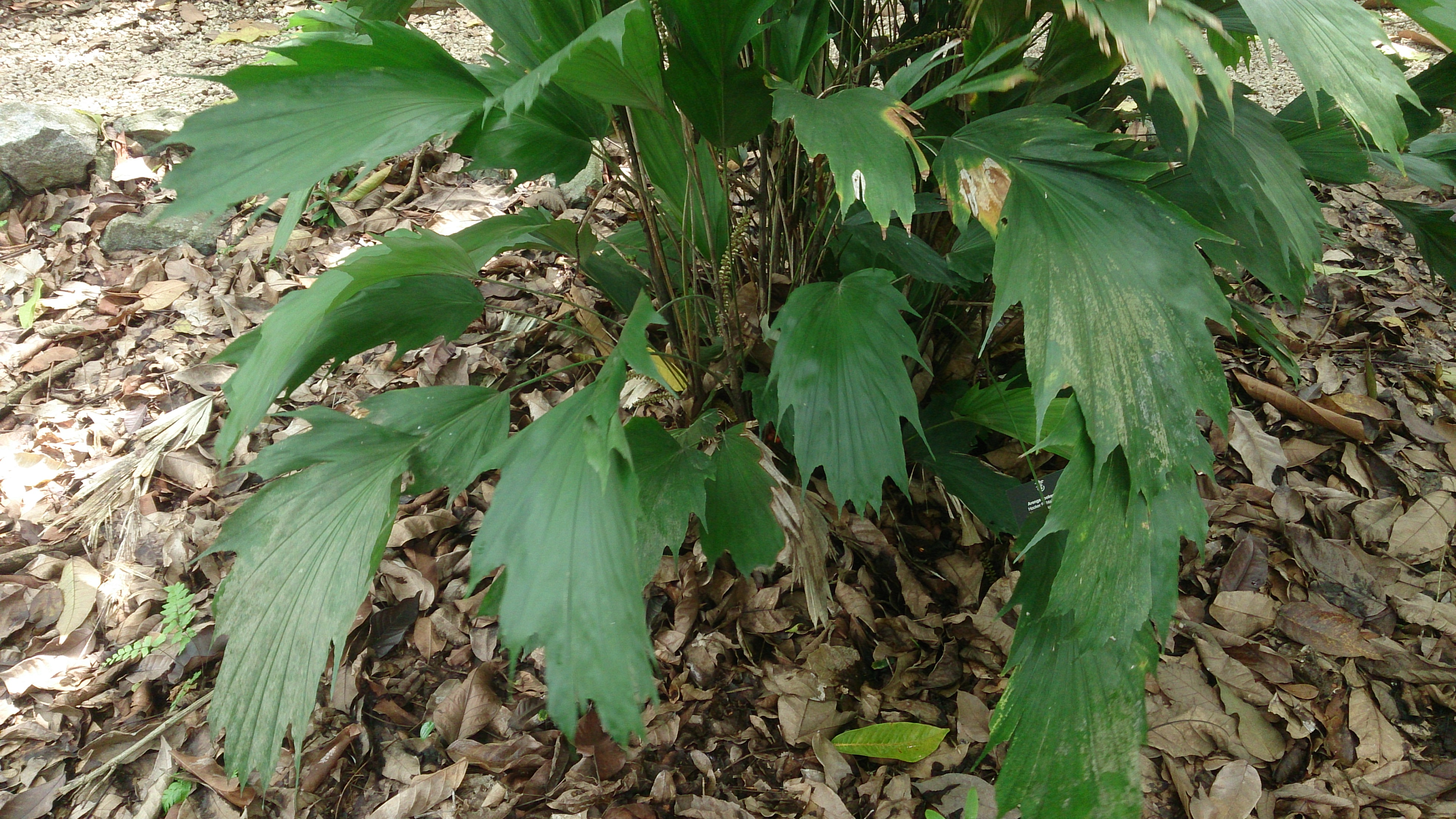